# Temiang (Pagar Jati)
Temiang is een bestuurslaag in het regentschap Bengkulu Tengah van de provincie Bengkulu, Indonesië. Temiang telt 503 inwoners (volkstelling 2010).